# Kathryn Kuhlman
Kathryn Johanna Kuhlman (n. 9 mai 1907 - d. 20 februarie 1976) a fost o evanghelistă penticostală americană și o propovăduitoare a vindecării prin credință.